# Bruno Duhamel
Pour les articles homonymes, voir Duhamel.
Bruno Duhamel, né le 18 octobre 1975 à Mont-Saint-Aignan, est un auteur de bande dessinée français.

## Biographie
Bruno Duhamel arrive à l’âge de 13 ans à Paris. Le bac en poche, il s’inscrit à la Faculté d’arts plastiques de l'université Paris-I-Panthéon-Sorbonne, tout en suivant les cours de morphologie de Jean-François Debord à l'École nationale supérieure des beaux-arts de Paris. Il entre ensuite à l'École européenne supérieure de l'image, où il rencontre quelques professeurs tels que Dominique Hérody, Gérald Gorridge, Thierry Smolderen ou Claude Richard, ainsi que des étudiants tels que Jean-Emmanuel Vermot-Desroches, Djozépé, Tristan Lagrange, Natacha Sicaud ou Dan Christensen. Il achève ses études à la Cité internationale de la bande dessinée et de l'image.
Après une expérience dans une entreprise de jeu vidéo française, une collaboration lui est proposée par Brrémaud, créateur des séries Kochka, Butch Cassidy et Harlem.

## Œuvre
Aux éditions Café Creed :
- Happy Hours, collectif (dessin)
- Escondida, collectif (dessin)
- Choco Creed 2, collectif (scénario et dessin)
- Choco Creed 3, collectif (scénario et dessin)
- Choco Creed 4, collectif (scénario et dessin)
- Choco Creed 5, collectif (scénario et dessin)

Aux éditions Paquet, avec Brrémaud :
- Kochka T1, Nouvelle-Orléans 1862 (scénario et dessin), 2002
- Kochka T2, Mambo (scénario et dessin), 2004

Aux éditions Vents d'Ouest, avec Brrémaud :
- Harlem T1, Le Guépard Intrépide[1] (dessin), 2006
- Harlem T2, Le monstre de San Pedro (dessin), 2007

Aux éditions Vents d'Ouest, avec Brrémaud et Jean-Emmanuel Vermot-Desroches (dessin):
- Butch Cassidy T1, Walnut Grave[2],[3] (scénario), 2006
- Butch Cassidy T2, El Paso[4], (scénario), 2007

Aux éditions La Boîte à bulles :
- Je suis pas petite !!! (scénario et dessin)
- Je suis pas petite !!! Le petit deuxième (scénario et dessin)

Aux éditions Delcourt :
- Les Chroniques de Sillage T3, collectif (dessin)
- Nouveau contact[5],[6] (2019)

Aux éditions Delcourt, avec Philippe Thirault et Thierry Lamy :
- Le Père Goriot[7] de Balzac T1 (dessin), 2009
- Le Père Goriot de Balzac T2 (dessin), 2010

Aux éditions Dupuis, avec Kris :
- Les Brigades du temps T1, 1492, A l'Ouest, rien de nouveau, 2012
- Les Brigades du temps T2, La grande armada, 2013
- Les Brigades du temps T3. Il faut sauver l'USS Enterprise, 2014

Aux éditions Bamboo collection Grand angle :
- Le Retour, scénario et dessin, 2017
- Jamais[8],[9] (scénario et dessin) (2018)
- Nouveau contact, scénario et dessin, 2019[10]
- Le Voyage d'Abel, scénario et dessin, 2020
- Jamais 2, scénario et dessin, 2022
- Deux sœurs, dessin, 2022

## Récompense
- 2019 : prix Du vent dans les BD, catégorie adultes, pour Jamais[11].